# Manaba
manaba（マナバ）とは、クラウド型教育支援システムである。2007年に株式会社朝日ネットによって開発され、「manaba course（マナバ コース）」と「manaba folio（マナバ フォリオ）」からなる。
主に日本の大学で採用されており、2020年9月時点で、約250の大学で採用されている。manabaを大学内の全ての学部で採用した大学としては、立命館大学、筑波大学、東洋大学など109校が挙げられる。
manabaという名称は、「manabi（学び）」の「ba（場）」に由来する。

## 導入した主な日本の教育機関

### 国立大学
- 小樽商科大学
- 筑波大学
- 新潟大学
- 東京大学
- 一橋大学
- 京都大学
- 大阪教育大学
- 奈良女子大学
- 香川大学
- 徳島大学
- 九州大学
- 鹿児島大学
- 琉球大学

### 公立大学・公設民営大学
- 秋田県立大学
- 山形県立保健医療大学
- 新潟県立大学
- 自治医科大学
- 東京都立大学
- 産業技術大学院大学
- 千葉県立保健医療大学
- 愛知県立大学
- 奈良県立大学
- 九州歯科大学

### 私立大学
- 早稲田大学
- 慶應義塾大学
- 獨協大学
- 明治大学
- 中央大学
- 法政大学
- 立命館大学
- 国士舘大学
- 東洋大学
- 国際基督教大学
- 東京経済大学
- 実践女子学園
- 産業能率大学
- 立命館アジア太平洋大学
- 津田塾大学
- 白百合女子大学
- 日本女子大学
- 青山学院女子短期大学
- 佛教大学
- 和洋女子大学
- 鎌倉女子大学
- エリザベト音楽大学
- 敬愛大学
- 神奈川工科大学
- 神奈川大学
- 星城大学
- 摂南大学
- 桃山学院大学
- 東洋英和女学院大学
- 京都橘大学
- 京都外国語大学
- ノートルダム清心女子大学
- 宮城学院女子大学
- 東北学院大学
- 大阪商業大学
- 帝京平成大学
- 長崎国際大学
- 関西大学
- 桜の聖母短期大学
- 大阪樟蔭女子大学
- 四国大学
- 明星大学
- 杉野服飾大学
- 杉野服飾大学短期大学
- 東京家政大学
- 東京家政学院大学
- 愛知大学
- 皇學館大学
- 奈良文化短期大学
- 北海道薬科大学
- 神戸常盤大学
- 羽衣国際大学
- セムイ学園
- 昭和薬科大学
- 中京学院大学
- 大阪青山大学
- 亜細亜大学
- 関西福祉科学大学
- 自治医科大学
- 映画専門大学院大学
- 関東学院大学
- 山梨学院大学
- 龍谷大学
- 福山大学
- 福山平成大学
- 千葉工業大学
- 文教大学
- 鶴見大学